# Carex gerhardtii
Carex gerhardtii är en halvgräsart som beskrevs av Ernst Figert. Carex gerhardtii ingår i släktet starrar, och familjen halvgräs. Inga underarter finns listade i Catalogue of Life.